# Lissonota hildae
Lissonota hildae là một loài tò vò trong họ Ichneumonidae.